# Histoire de la psychologie
 (octobre 2015).
Si vous disposez d'ouvrages ou d'articles de référence ou si vous connaissez des sites web de qualité traitant du thème abordé ici, merci de compléter l'article en donnant les références utiles à sa vérifiabilité et en les liant à la section « Notes et références ».
L'histoire de la psychologie au sens large remonte à l'Antiquité dans la mesure où des premières traces d'une réflexion sur le psychisme, sur le lien entre phénomènes mentaux et comportement ont été retrouvés dans des écrits datant de l'Égypte ancienne. De cette époque, en passant par la Grèce antique et les mondes chinois, indiens et arabo-musulmans jusque dans les années 1870, la psychologie était essentiellement considérée comme une branche de la philosophie et son histoire s'inscrit donc dans l'histoire de cette dernière.
Ayant une vocation essentiellement théorique jusqu'au XIXe siècle, la psychologie acquiert le statut de discipline scientifique à part entière en adoptant les méthodes ayant cours dans d'autres champs des sciences naturelles et humaines (observation, expérimentation, mathématisation, etc.). En parallèle se développe aussi ce qui deviendra la psychopathologie dont le but est de comprendre non pas l'esprit sain mais la maladie mentale et les moyens de la soigner voire de la guérir.

## Racines philosophiques
Le terme « psychologie » dérive du latin psychologia terme lui-même formé à partir du grec ancien, ψυχή, (psukhē : le souffle, l'esprit, l'âme) et -λογία (-logia, la science, l'étude, la recherche) par le savant humaniste croate Marko Marulić et qui apparaît pour la première fois dans son livre Psichiologia de ratione animae humanae (fin du XVe début XVIe). Cependant cet ouvrage est perdu, son contenu est mal connu, on peut s'interroger sur son influence et sa diffusion.
Une autre matrice mieux attestée se trouve dans le courant ramiste (de Pierre de la Ramée) au XVIe siècle. L'ouvrage de Johann Thomas Freig Quaestiones logicae et ethicae, imprimé en 1574, utilise le mot "psychologia" pour désigner l'étude de l'esprit . En outre, en 1575, un chapitre de son Ciceronianus est intitulé De psychologia et hominis fabrica : il y reprend le De natura deorum en commentant la morale stoïcienne et en faisant de la psychologie une théorie de l’âme dans sa relation à des organes. Un autre ramiste, Rudolf Goclenius l'Ancien ancrera cet usage en utilisant ce terme comme titre de son ouvrage Psychologia publié en 1590 .
Avant cette date on ne parle donc pas encore de psychologie mais le champ de recherche recouvert par ce terme existe pourtant déjà depuis l'Antiquité.

### Les précurseurs

#### Les Philosophes
Bien avant les travaux précurseurs, de Platon (-427, -348) et d'Aristote (-384, -322) en psychologie, les hommes se sont intéressés à la perception, aux sensations, aux émotions, aux sentiments et à la pensée. Les traces s’en trouvent dans l'Iliade et l'Odyssée, dans les mythologies de tous les peuples ou dans les livres sacrés, la psychologie historique (Ignace Meyerson, 1888-1983) le montre bien. Les premiers textes connus qui évoquent une réflexion sur l’émergence de la pensée et de la conscience sont ceux que l’histoire a conservés, mais il est probable qu’ils s’appuyaient sur des travaux antérieurs que nous ne connaissons pas.
Ainsi Platon et Aristote apparaissent-ils en pleine lumière, alors que nous n’avons pas ou très peu de textes de leurs contemporains Démocrite (c-460, c-360) ou Épicure (-342, -270). Lucrèce (-98, -54), mieux connu, appartient à cet héritage de l'Antiquité qu’il faut compléter par les deux commentateurs d’Aristote, Ibn Rochd (Averroès, 1126-1198) et Thomas d’Aquin (1225-1274), qui reprendront des siècles plus tard ses travaux et constitueront le fonds de ce qui sera la scolastique. On peut rajouter également que ceux ci sont des auteurs connus de l'éthique antique 
Pour Pythagore (500 av. J.-C.), le cerveau est le siège de l’intelligence et de la folie.
Platon décrit une hiérarchisation du psychisme : l’âme supérieure (courage, ambition) localisée dans le cœur, l’âme inférieure nutritive dans le foie. Dans le Phédon, il sépare l’âme immatérielle, donc la pensée, du corps matériel et considère que l’âme pilote le corps. Ce dualisme idéaliste laissera des traces profondes jusque dans les divers courants de la psychologie du XXe siècle.
Aristote critique Platon. En effet, pour lui, l’âme n’est pas le pilote du corps. Dans La Métaphysique, il pose la question : 
« Comment les Idées, qui sont la substance des choses, seraient-elles séparées des choses ? »
Aristote introduit dans son Traité de l’âme une tripartition de l’âme, avec une perspective gradualiste : végétative, sensitive et cognitive, qui reproduit la partition des êtres vivants en végétaux, animaux et homme ; les médecins parlent traditionnellement d'un « état végétatif ». Il s’intéresse aux facultés de l’âme (la mémoire, le jugement, etc.) et s’interroge sur ce qui dans l’âme connaît et pense : il le nomme « poiètikon », l’entendement poétique, qui doit être compris plutôt dans le sens moderne de « représentation mentale » que de poésie. La volonté vise l’obtention du plaisir et l’élimination de la douleur, dans une conception proche de l'épicurisme.
Ainsi en s’interrogeant sur les rapports entre corps et perception, corps et pensée, pensée et sujet, Aristote ouvre un débat, repris au fil des siècles, pour savoir si « l’intellect agent » et « l’intellect matériel » sont uniques et éternels (divins) ou si l’âme et l’intellect sont séparés. Sa réponse est que l'âme est au corps comme la forme est à la matière (distincte et inséparable).
Lucrèce tranche en affirmant que l’âme en tant que « souffle vital » (anima en latin) anime le corps et dans De natura rerum (De la nature des choses), il note que :
« Si nous ne posons d’abord cette base [la matière], nous ne saurons à quoi nous référer pour rien établir par le raisonnement, quand il s’agira des choses obscures. »
Les oppositions entre les conceptions monistes et dualistes sont anciennes et la grande difficulté pour définir les rapports entre le corps et la pensée vont occuper les psychologues des siècles suivants.

## Racines médicales
L'autre versant de la science antique est celui des observations et des expériences des médecins. Dès la plus haute Antiquité, les interrogations sur la santé mentale et les troubles mentaux sont attestées : le papyrus Ebers (c1. 550 av. J.-C.) contient une courte description clinique de la dépression, avec des recettes magiques ou religieuses pour la chasser.
Les poèmes d’Homère présentent la folie comme une offense des dieux.
La pensée médicale naît avec Empédocle (484-424 av. J.-C.) en Sicile avec sa théorie des qualités des quatre éléments (terre, eau, air, feu) dans ses rapports avec les quatre humeurs nécessaires au bien-être : sang, flegme, bile jaune et bile noire.
Hippocrate (c460-c370 av. J.-C.) effectue une classification des troubles mentaux comprenant la manie, la mélancolie, la paranoïa ou détérioration, l’épilepsie, en relation avec les tempéraments sanguin, colérique, flegmatique ou mélancolique. Il réunit ainsi les maladies de l'âme et du corps, les maladies sont physiques, et ainsi il participe à démystifier la maladie mentale, qui était jusque-là, plutôt liée à des manifestations démoniaques.
Arétée de Cappadoce (80-138) fait des descriptions fines de troubles mentaux, en particulier il propose l’amorce d’une conception unitaire de la mélancolie et de la manie.
C'est Galien (131-201) qui rassemblera les connaissances antérieures (les travaux d'Hippocrate et ceux d'Aristote en particulier) et les étendra considérablement dans ce qui va devenir, pour quinze siècles, la source principale des connaissances médicales dans les sphères d'influence juive, chrétienne et musulmane. Ainsi, il ouvre une démarche d'expériences physiologiques, d'anatomie, de diagnostic et de thérapeutique, de pharmacologie et d'hygiène. La médecine, dès Hippocrate, est préventive (hygiène) autant que curative. Les causes de la maladie et de la santé sont recherchées parmi des causes naturelles, rationnelles.
Galien distingue, comme Hippocrate, quatre tempéraments et les articule aux quatre éléments dans une combinatoire qui lui permet de classer les maladies selon les déséquilibres entre les diverses tendances, les bases de l’affectivité et du comportement apparaissant de nature biochimique. Ainsi l’excès de sang conduit au tempérament sanguin, de bile jaune au tempérament cholérique, de bile noire au tempérament mélancolique, etc. C'est cette approche qui se retrouve des siècles plus tard dans la caractérologie (cf. Le Senne (1882-1954) en particulier).
Alexandre de Tralles (525-605), médecin grec originaire de Lycie, développe la théorie de Galien et effectue une amorce des théories « localisationnistes » cérébrales. L’héritage hippocratique de la médecine antique aboutit aux prémices d’une psychiatrie fondée sur quatre grandes maladies : la frénésie et la léthargie associées à des états toxi-infectieux, la manie et la mélancolie, « folies sans fièvre ».
L’héritage arabe ne sera transmis qu’au XIe siècle, avec sa traduction en latin.

## Rôle des spiritualistes et des idéologues
Après la Révolution de 1789, dans le sillage des pensées de Locke et de Condillac, l'idéologie et le spiritualisme contribueront grandement à l'émergence de la psychologie comme discipline autonome en France. Serge Nicolas insiste en particulier sur le rôle du spiritualisme : « L’émergence du concept de psychologie est liée en France au développement ‘‘politique’’ de la philosophie spiritualiste rationnelle (éclectisme) ; celle-ci ayant mis la psychologie à la base de toute philosophie en l’imposant même au plan académique ».

## Naissance de la psychologie scientifique

### La psychophysique
Jusqu'alors considérée comme une branche de la philosophie, la psychologie gagne son autonomie avec la création de chaires universitaires et de laboratoires à part entière. La séparation est attestée dès 1732 par Wolff, qui distingue la psychologie empirique de la psychologie rationnelle. Dans le même temps, les physiologistes allemands développent une nouvelle approche baptisé psychophysique dont l'objectif est de déterminer les lois mathématiques qui régissent l'esprit humain. Leur terrain de prédilection est la psychologie de la perception mais leurs méthodes s'exportent de par le monde sur les terrains de la mesure de l'intelligence, de la mémoire, etc. :
- Charles Bonnet (1720-1793) est le premier à utiliser le terme psychologie en français.
- Gustav Fechner (1801-1887) publie Elemente der Psychophysik. Il aimerait trouver une relation entre psychologie et matière (comment trouver un rapport entre l’intensité d’une stimulation et la sensation perçue : on peut la noter mathématiquement).
- Francis Galton (1822-1911) fondateur de la psychologie différentielle.
- Wilhelm Wundt (1832-1920) élève de Fechner fonde à Leipzig en 1879 le premier laboratoire consacré à la psychologie expérimentale et y développe les méthodes qui feront ses succès. Il étudie la conscience avec du matériel (métronome pour le rythme et les représentations mentales). Par introspection, il va différencier une dimension de calme / relaxation / excitation…
- Hermann Ebbinghaus (1850–1909) applique, le premier, une méthode expérimentale dans l’étude de la mémoire.
- Edward Titchener (1867-1927), traducteur puis élève de Wundt, sera avec ce dernier le fondateur de l’école structuraliste de psychologie, qu'il enseignera à l'université Cornell.
- Alfred Binet (1857-1911) s'intéresse à la mesure de l'intelligence au Laboratoire de psychologie physiologique de la Sorbonne[7], à Paris
- George Trumbull Ladd (1842-1921) fondateur du laboratoire de psychologie expérimentale de l'Université Yale publie le premier manuel consacré à la discipline : Elements of Physiological Psychology (1879)
- William James (1842-1910) publie ses Principles of Psychology où il défend et développe une « psychologie scientifique »
- Charles Scott Sherrington (1857–1952) découvre les trajets de l’influx nerveux dans les réflexes.

### La «psychologie incarnée»: les neurosciences
Jusque-là confinée à la description anatomique des principales structures du système nerveux, la neurologie du XIXe siècle fait d'importants progrès grâce à la mise au point de techniques nouvelles (électricité, microscopie, chimie) qui permettent d'explorer le système nerveux à l'échelle de l'infiniment petit mais aussi, pour la première fois d'un point de vue fonctionnel, c'est-à-dire en s'intéressant à ses mécanismes physiologiques. À cette période, avec la découverte des neurones, se met en place la conception selon laquelle le psychisme repose sur un réseau extrêmement complexe de cellules nerveuses.
- Hermann von Helmholtz (1821–1894) : A prouvé que les nerfs conduisaient bel et bien de l'électricité.
- Camillo Golgi (1843–1926): En 1873, grâce à une solution de nitrate d'argent, il devient possible pour la première fois de voir les neurones.
- Santiago Ramón y Cajal (1852–1934) : Appliquera la technique de Golgi pour préciser la structure du système nerveux. Est à l'origine de la théorie cellulaire, c'est-à-dire de la non-continuité entre les neurones. Partage le prix Nobel de physiologie et médecine de 1906 avec Golgi.
- Charles Scott Sherrington (1857–1952) : Malgré les relations de communication entre les neurones mises au jour par Ramón y Cajal, c’est lui qui utilise la terme « synapse » pour la première fois.
- Otto Loewi (1873–1961) : en 1921, il démontre expérimentalement la transmission chimique d’informations entre les neurones, par le biais des neurotransmetteurs, qu’il contribuera à décrire.

Comme le montrent les exemples ci-dessus, la neurologie fournit de grands noms au progrès des neurosciences mais les incursions des neurologues dans ce qu'on définit aujourd'hui comme la neuropsychologie sont plus rares, même si elles tiennent moins à un progrès des techniques expérimentales qu'à un renouvellement théorique. Parmi les grands débats qui traversent la discipline, on retrouve la question de l'organisation fonctionnelle du cerveau : face aux holistes qui tiennent le cerveau pour un organe homogène sans compartimentation fonctionnelle, s'opposent les tenants du localisationnisme cérébral qui défendent l'idée que le cerveau s'organise en aires fonctionnelles assurant chacune une fonction plus particulière. Au rang de ces derniers on compte ainsi :
- Paul Broca (1824-1880) : Démontre que le langage oral implique principalement le lobe frontal gauche du cerveau (l'aire de Broca) et qu'il s'agit d'une faculté distincte de l'intelligence générale.
- Wilder Penfield (1891–1976) : Fondateur de l’Institut de neurologie de Montréal en 1934, il a été un précurseur dans l’identification des zones cérébrales reliées à certaines activités (ex.: homoncule) en tentant de découvrir un remède à l'épilepsie.

## Avènement de la psychologie clinique et de la psychiatrie
La fin du XIXe siècle marque véritablement l'apparition de la psychologie comme une discipline à part entière entre la neurologie, la physiologie mais aussi la psychiatrie. Ainsi l'École de la Salpêtrière à Paris, autour du neurologue Jean-Martin Charcot (1825-1893) développe un corpus théorique reliant le psychisme aux manifestations organiques.
- Emil Kraepelin propose une nosographie des maladies mentales
- Pierre Janet introduit la notion d'un psychisme subconscient à partir des cas de syndrome post-traumatique.

## La psychologie duXXesiècle

### Le behaviorisme
La relation stimulus-réponse (S→R): conditionnements classique (Ivan Pavlov) et opérant / instrumentale (John Watson ; B. Skinner). Il s'agit des premiers modèles de l'apprentissage (dressage). Le modèle va dès lors s'affiner et prendre la forme suivante: S → O → R (S : Stimulus ; O : Organisme ; R : Réponses. Au même titre que « S » et « R », « O » devient donc ici une variable à part entière).

### La psychanalyse
La psychanalyse est apparue au tournant du XXe siècle et a été inventée par Sigmund Freud. Elle est un ensemble de théorie qui permet à la fois l'accès aux processus psychiques inconscients et une technique thérapeutique. L'histoire de la psychanalyse se poursuit encore de nos jours. Bien qu'elles ne soient pas sans rapports, la psychanalyse et la psychologie sont deux disciplines bien distinctes. La première se propose d'étudier de manière quasiment exclusive le fonctionnement et les rapports qu'entretient l'inconscient avec la vie psychique du sujet, tandis que la seconde ne se donne pas ce type de limite et étudie aussi bien la conscience que les processus inconscients ou pré-conscients d'acquisition, de traitement et de transmission des informations, ces dernières pouvant provenir soit de l'environnement avec lequel l'organisme interagit (informations externes), soit de l'organisme lui-même (informations internes recherchées en mémoire).

### La psychologie cognitive
- La psychologie cognitive établit l'esprit au centre de ces préoccupations. Elle s'oppose ainsi au behaviorisme qui ne s'intéressait plus qu'aux comportements. La psychologie cognitive étudie l'ensemble des fonctions cognitives : la perception, l'attention, la mémoire, le langage et les activités intellectuelles.
- Donald Hebb (1904–1985) : l'un des premiers à s’opposer à la perspective béhavioriste et à amorcer l’étude du traitement de l’information.
Il a élaboré une théorie qui, quoique largement spéculative, fait état de grandes caractéristiques cérébrales :
  1. L’efficacité des connexions entre les neurones augmente en fonction de leurs activités pré et post-synaptique.
  2. Des réseaux de neurones tendent à s’activer simultanément de manière à former des groupes dont l’activité persiste à leur action et peuvent même la représenter.
  3. La pensée s’élabore à travers l’activation séquentielle de groupes de neurones.